# Mikroregion São Bento do Sul

Mikroregion São Bento do Sul

Mikroregion São Bento do Sul – mikroregion w brazylijskim stanie Santa Catarina należący do mezoregionu Norte Catarinense. Ma powierzchnię 2.100,3 km²

## Gminy
- Campo Alegre
- Rio Negrinho
- São Bento do Sul